# Xeneretmus ritteri
Xeneretmus ritteri és una espècie de peix pertanyent a la família dels agònids.

## Descripció
- Fa 16 cm de llargària màxima.[5][6]

## Depredadors
Als Estats Units és depredat pel lleó marí de Califòrnia (Zalophus californianus).

## Hàbitat
És un peix marí i batidemersal que viu entre 183 i 366 m de fondària.

## Distribució geogràfica
Es troba al Pacífic oriental central: des de Malibu (sud de Califòrnia, els Estats Units) fins a les costes centrals de la Baixa Califòrnia (Mèxic). També n'hi ha una població aïllada al nord del Golf de Califòrnia.

## Observacions
És inofensiu per als humans.